# Briga Novarese
Briga Novarese est une commune italienne de la province de Novare dans la région Piémont en Italie.

## Histoire
Briga est mot d'origine celtique qui signifie colline. Un oppidum gaulois se trouvait sur la colline San Colombano sur laquelle, plus tard, a été construit un fort romain. La ville était une colonie romaine au Ier siècle av. J.-C. comme attesté par la présence dans la région de nombreuses découvertes de l'époque pré-romaine et romaine, des pierres, des pièces et des bracelets en bronze. 
En 1070, Elle est devenue un fief des comtes de Biandrate puis des comtes de Pombia avant d'être répartie entre ceux de l'Ossola et de Verceil. Vers la fin du XIIIe siècle, après que le cœur du château a été détruit par les milices de Novare en lutte avec le comte de Biandrate, les habitants ont érigé une tour entourée de douves et dominant l'actuelle via Antibo, il n'en reste aucune trace aujourd'hui. Détruite en 1331 au cours des luttes entre les Guelfes et gibelins, elle fut intégrée aux possessions des milanais. En 1483, elle fut donnée en fief par le duc Jean Galéas Sforza à Luigi Terzaghi. 
De 1590 à 1690, elle fut inféodée au village d'Arrigoni, puis en 1765 au maître espagnol Leruella Caxa. Après avoir pillée par le français et les espagnols en 1814, le pays passa comme tout le territoire environnant sous la domination de la maison de Savoie puis suivit le destin du Piémont et de l'Italie réunifiée.

## Administration
| Période                                  | Période | Identité        | Étiquette | Qualité |
| ---------------------------------------- | ------- | --------------- | --------- | ------- |
| 2014                                     |         | Chiara Barbieri |           |         |
| Les données manquantes sont à compléter. |         |                 |           |         |

## Démographie

### Communes limitrophes
Borgomanero, Gozzano, Invorio